# Королевская Датская консерватория

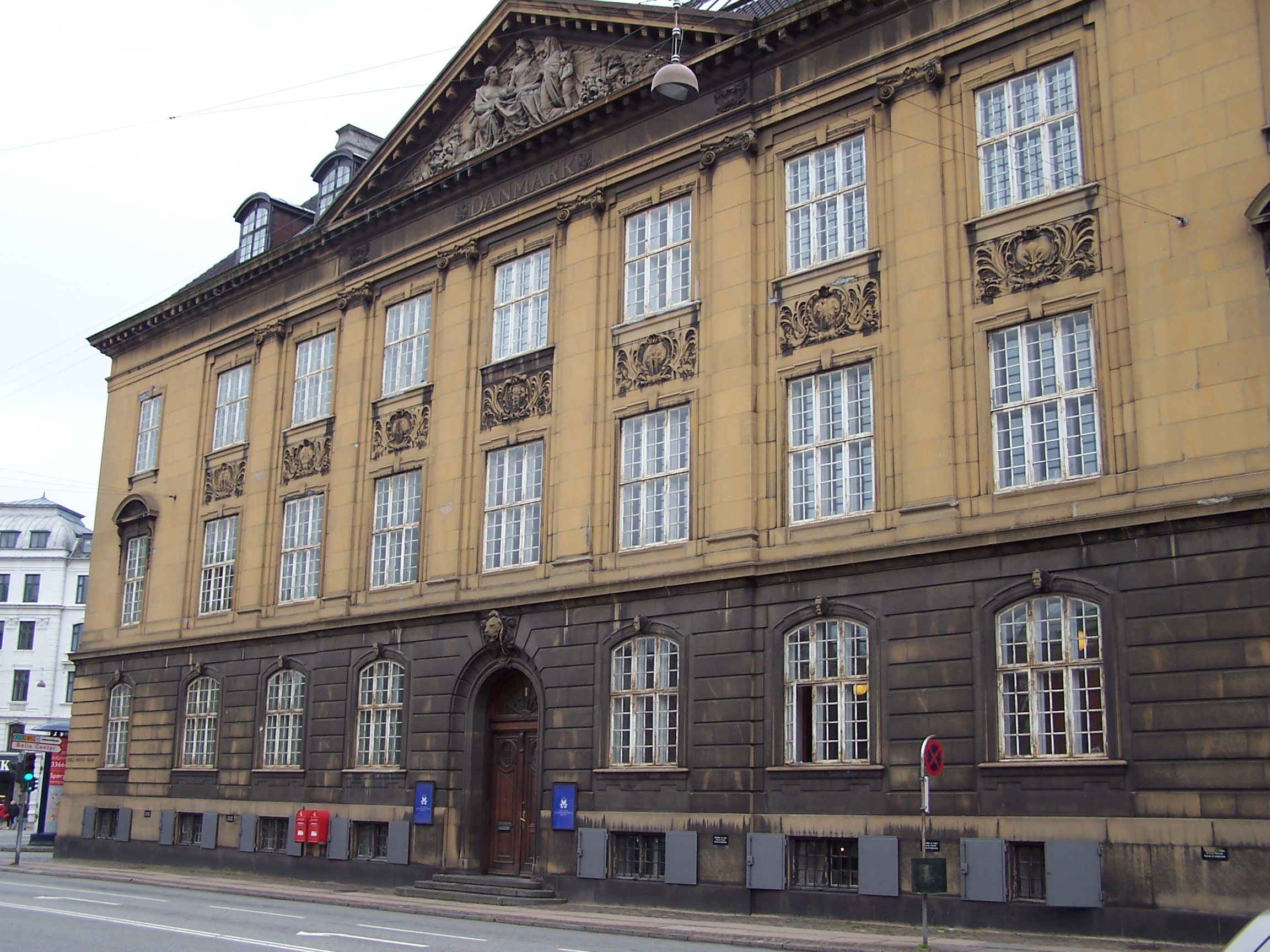
Основное здание консерватории на бульваре Ханса Кристиана Андерсена

Королевская Датская консерватория (дат. Det Kongelige Danske Musikkonservatorium, до 1902 года Копенгагенская консерватория) — старейшая консерватория Дании, основанная в 1867 году Иоганном Петером Эмилиусом Хартманом и Нильсом Гаде.

## Директора консерватории
- 1867—1890 Нильс Гаде
- 1890—1899 Иоганн Петер Эмилиус Хартман
- 1899—1915 Отто Маллинг
- 1915—1930 Антон Свенсен
- 1930—1931 Карл Нильсен
- 1931—1947 Рудольф Симонсен
- 1947—1954 Кристиан Кристиансен
- 1954—1955 Финн Хёфдинг
- 1956—1967 Кнудоге Риисагер
- 1967—1971 Свен Вестергор
- 1971—1975 Поуль Биркелунд
- 1979—1986 Анне Карин Хёгенхавен
- 1992—2007 Стен Паде
- с 2007 г. Бертель Краруп

## Известные педагоги и выпускники
- Виктор Бендикс
- Нильс Вигго Бентсон
- Ким Борг
- Кай Лаурсен
- Карл Август Нильсен
- Пер Нёргор
- Отто Маллинг